# Seria 169 ČD
E 499.5 – lokomotywa elektryczna wyprodukowana w sierpniu 1987 roku dla kolei czechosłowackich. Elektrowóz wyprodukowany został do prowadzenia ekspresowych pociągów pasażerskich kursujących po zelektryfikowanych liniach kolejowych. Po rozpadzie Czechosłowacji elektrowóz eksploatowany był przez koleje czeskie oznakowany jako seria 169. Elektrowóz był eksploatowany przez koleje czeskie do grudnia 1997 roku. Elektrowóz jest eksponatem techniki na terenie zakładów Škody.